# Saint-Girons-d’Aiguevives
Saint-Girons-d’Aiguevives település Franciaországban, Gironde megyében. Lakosainak száma 966 fő (2022. január 1.). Saint-Girons-d’Aiguevives Générac, Berson, Saint-Christoly-de-Blaye, Saint-Paul és Saugon községekkel határos.

## Népesség
A település népessége az elmúlt években az alábbi módon változott:
| Lakosok száma | 615  | 640  | 658  | 910  | 1002 | 974  | 950  | 927  | 940  | 966  |
|               | 1968 | 1982 | 1990 | 2006 | 2013 | 2015 | 2017 | 2019 | 2020 | 2022 |